# Region (Schweden)

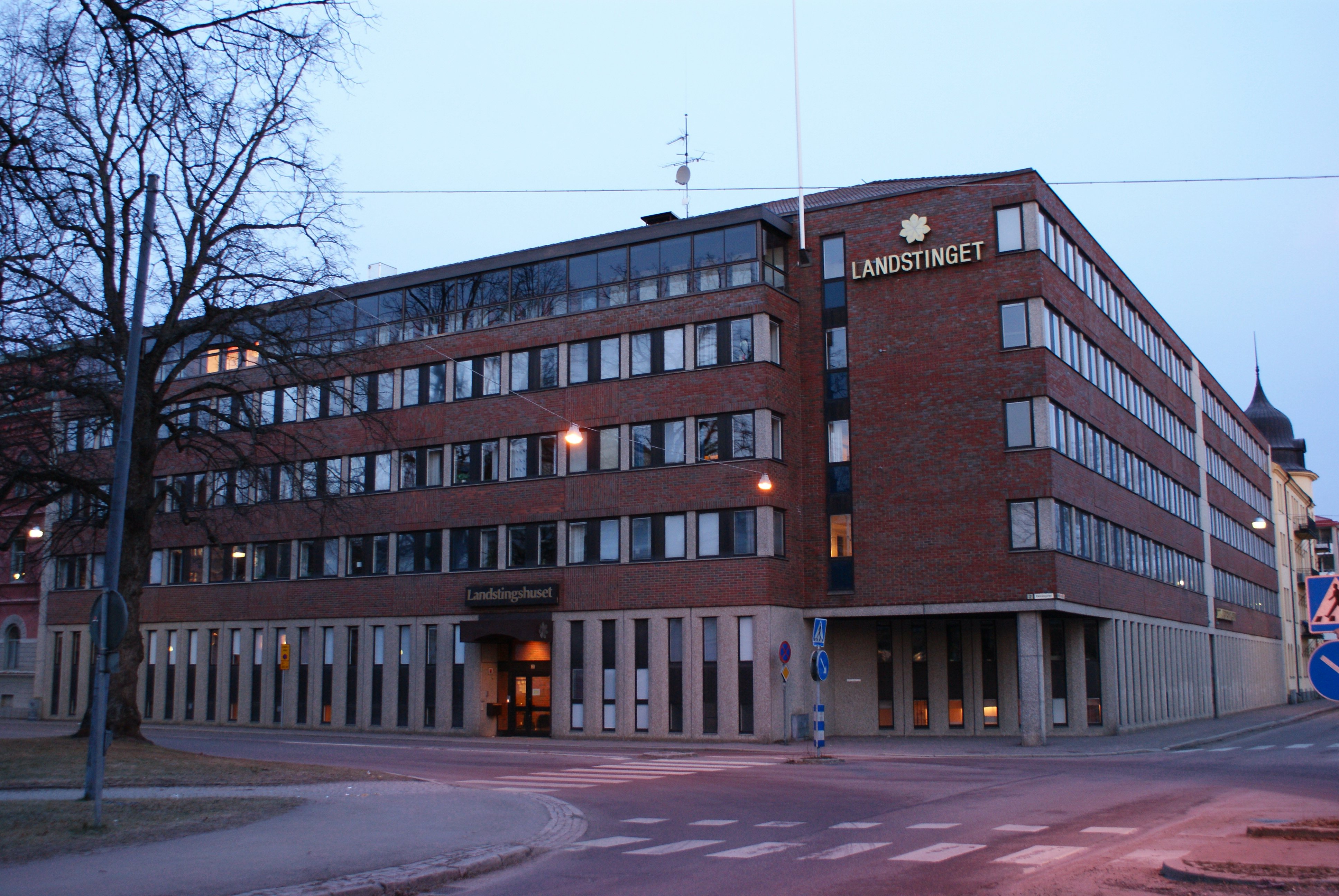
Landstinghaus von Värmland in Karlstad

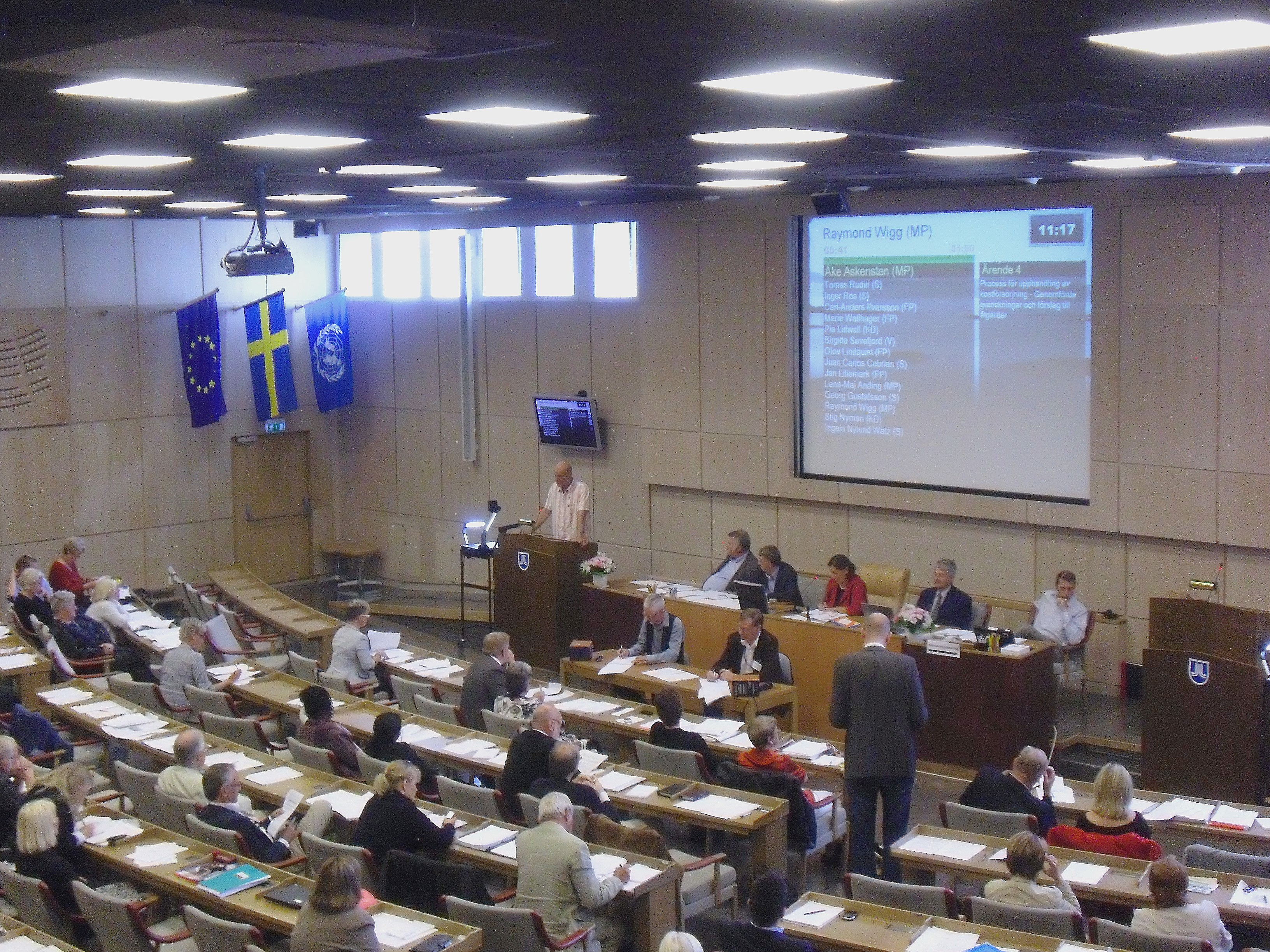
Plenarsaal des Landstinghauses in Stockholm

Region ist in Schweden die Bezeichnung für eine Gebietskörperschaft. Früher wurden die Regionen als Landsting bezeichnet, was häufig mit Provinziallandtag übersetzt wurde. Die kommunale Selbstverwaltung in Schweden erfolgt seit 1862 auf zwei Ebenen: der Gemeinde und der Region. Die Region übernimmt dabei Aufgaben, die für eine einzelne Gemeinde zu umfassend sind.
Die Gebietsgrenzen einer Region decken sich in der Regel mit denen einer Verwaltungsprovinz (schwedisch län), aber administrativ sind beide völlig unabhängig voneinander, da die Provinzialregierung als staatliche Behörde Aufgaben der Staatsverwaltung wahrnimmt, während die Region ein Organ der kommunalen Selbstverwaltung ist.

## Organisation
Heute gibt es 21 Regionen in Schweden. In der Provinz Gotlands län, zu der nur eine Gemeinde gehört, hat die Gemeinde Gotland auch die Zuständigkeiten der Region.
Das beschließende Organ ist der alle vier Jahre gewählte Provinziallandtag (schwed. regionfullmäktige, früher landstingsfullmäktige), der einen Vorstand (schwedisch landstingsstyrelse) wählt, der aus den Provinziallandtagsräten (schwedisch regionråd, früher landstingsråd) besteht. Der Landtag wählt außerdem einen der Provinziallandtagsräte zum Vorsitzenden des Vorstands und einen oder zwei Räte zu Stellvertretern.  Die weitere organisatorische Gliederung kann nach dem Kommunalgesetz von 1992 vom jeweiligen Provinziallandtag selbst beschlossen werden. Die Provinziallandtage haben keine gesetzgebende Funktion, sondern sind als kommunale Selbstverwaltungskörperschaften Teil der Exekutive.
Die Landstinge der Provinzen Skåne län und Västra Götalands län erhielten 1999 versuchsweise einen gegenüber den anderen Landstingen erweiterten Zuständigkeitsbereich. 2011 wurde diese Regelung endgültig festgesetzt und zugleich auch auf das Landsting der Provinz Hallands län und die Gemeinde Gotland ausgeweitet. Diese vier Landstinge führten seitdem die Bezeichnung region. Bis 2020 wurden alle übrigen Landstinge in Regionen umgewandelt, die Bezeichnung Landsting wird seitdem nicht mehr verwendet.

## Aufgaben
Die Aufgaben der Regionen im Rahmen der kommunalen Selbstverwaltung sind u. a.:
- Gesundheitswesen und Krankenpflege, inklusive öffentlicher Zahnbehandlung
- öffentlicher Verkehr
- regionale Wirtschaftsförderung
- regionale Kulturpolitik

Unter diesen Aufgaben nimmt das Gesundheitswesen und die Krankenpflege den beherrschenden Platz ein (über 80 % des Kostenaufkommens).

## Finanzen
Die Aufgaben der Region werden zu mehr als der Hälfte durch die Erhebung von kommunalen Einkommensteuern finanziert. Im Jahr 2015 betrug der höchste Steuersatz für die kommunale Einkommensteuer für Gemeinden und Provinziallandtage 34,70 % (Gemeinde Dorotea) und der niedrigste 29,19 % (Gemeinde Vellinge). Darüber hinaus bekommen die Regionen staatliche Zuschüsse und erheben Abgaben für gewisse Dienstleistungen.
Auf der Ausgabenseite ist mit 83 % der Bruttokosten das Gesundheitswesen und die Krankenpflege der größte Bereich.

## Interessenvertretung
Seit 1920 waren die schwedischen Landstinge im Schwedischen Landstingsverband (schwed. landstingsförbundet) organisiert, der ihre Interessen vor allem gegenüber dem Staat vertreten sollte. Dieser wurde 2007 mit dem Gemeindeverbund zusammengelegt. Dieser neue Verbund, der sowohl Gemeinden als auch Regionen vertritt, heißt heute Sveriges kommuner och regioner (SKR) (früher: Sveriges kommuner och landsting (SKL)). Neben seiner Aufgabe der Öffentlichkeitsarbeit und der Beteiligung am Gesetzgebungsprozess als Gutachter bietet er seinen Mitgliedern auch einen umfassenden Service und agiert als Arbeitgebervertreter gegenüber den Angestellten der Regionen.